# День хоробрости та свято Болгарської армії
День хоробрости та свято Болгарської армії — офіційне свято в Болгарії ордену «За хоробрість», яке традиційно відзначається щороку в день Святого Юрія — 6 травня.

## Георгій Побідоносець
З самого початку християнства його послідовники вшановували святого великомученика Георгія Каппадокійського не лише як покровителя скотарства, але й армії. Вже у XVII столітті образ великомучениці з’явився в низці європейських країн на бойових прапорах та військових нагородах за хоробрість. Перший болгарський прапор із зображенням святого належав болгарським добровольцям, які воювали на боці російської армії під час Кримської війни, і донині він зберігається в Ермітажі в Санкт-Петербурзі, Російська Федерація.

## Історія

### Князівство і Королівство Болгарія
День хоробрости святкується болгарською армією з моменту її створення. Указом № 1 від 1 січня 1880 князь Олександр І Баттенберг заснував військовий орден «За хоробрість», подібний до російського ордену «Святий Георгій», який вшановує тих, хто робив подвиги на полі бою. І декретом № 5 від 9 січня того ж року було визначено святкування Дня хоробрості. Датою було призначено 23 квітня — день святого Георгія Побідоносця, а з 1916 через перехід від юліанського до григоріанського календаря Болгарська православна церква вирішила відзначати свято 6 травня.
Напочатку свято відзначалося доволі скромно. Церемонія включала панахиду в гарнізонах, привітання та обід кавалерів ордена «За хоробрість» та обмежені військові паради, переважно в Софії. Згодом король Фердинанд сприяв більшій пишності та значущості торжества.
Під час воєн 1912–1918 свято відзначалося в бойових умовах. Його відзнали щороку панахидою за загиблими та молитвою за живих. Проводилися перевірки військових частин Верховного головнокомандувача болгарської армії та великого магістра ордена «За хоробрість». Святкування завершувалося коротким військовим парадом.
Довгий час паралельно з Днем хоробрости існує День Перемоги, т. зв. Малий Георгіївський день — 27 листопада, коли болгарська армія здобула вирішальну перемогу в боях під Слівницею під час Сербсько-болгарської війни 1885. Однак Нейїський мирний договір, підписаний у 1919, позбавив його сенсу як день святкування. У 1920-х ці два свята поєднали і як День хоробрости та перемоги відзначали 6 травня.

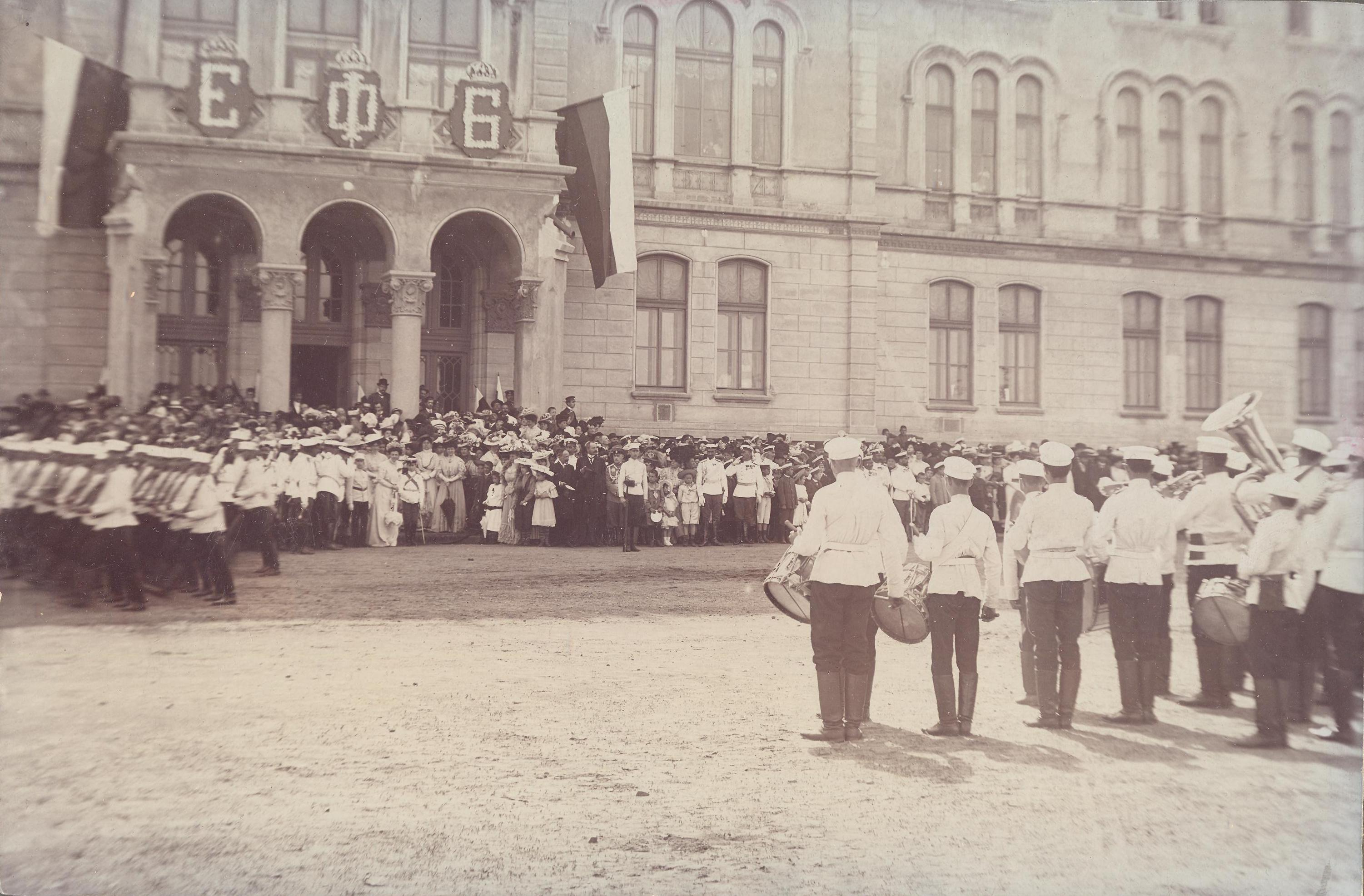
Військовий парад з нагоди Дня хоробрости
6 травня 1923

Почали відбуватися великі паради до дня Георгія, найбільш вражаючою була столиця. У столичних парадах завжди брали участь король, вищі офіцери, лицарі ордена «За хоробрість», військові аташе, акредитовані в Болгарії, тисячі простих громадян.
З 1931 День хоробрости та перемоги оголошено військовим святом армії.
Особливо вразив парад, який відбувся 6 травня 1937, коли цар Борис III надзвичайною церемонією подарував софійським полкам нові бойові прапори. Старі бойові прапори, спалені та розірвані кулями, кружляли прощальною процесією під звуки маршу "Шуми Марица " на переповненій площі перед Палацом, щоб віднести їх у Пантеон болгарської слави. Нові прапори освятив Софійський митрополит Стефан, а потім король позолоченим молотком прибив до кожного з них позолочений цвях із зображенням своєї монограми. Він особисто вручив бойовий прапор кожному полководцю. Урочистий парад очолювали лицарі ордена «За хоробрість». На цьому та всіх майбутніх парадах віддавалася особлива пошана ветеранам та інвалідам, король особисто потиснув їм руку.
Вперше під час святкування дня Георгія в 1937 святкування почалося напередодні ввечері з феєрверку, який до того часу проводився лише в епізодичних випадках і в основному для розваги.

### Народна Республіка Болгарія
Встановлена традиція проведення парадів на День Святого Георгія була скасована владою Вітчизняного фронту 2 травня 1947 указом Ради міністрів під головуванням Георгія Димитрова. Саме свято пов'язали зі знаменними датами для нового режиму. Спочатку датою болгарської армії було 9 вересня, а після 1953 — 23 вересня, день проголошення вересневого повстання 1923, а 9 травня — день Перемоги Болгарської народної армії та Збройних Сил СРСР проти Гітлерівської Німеччини в 1945 у Другій світовій війні.
Окремо урочисті збори відзначалися 6 березня — в День початку Дравської операції 1945 року Першої болгарської армії проти гітлерівських військ під час Другої світової війни, визначеної Днем Драви. День Болгарської народної армії урочисто відзначається феєрверком у Враці — центрі вересневого повстання, а також урочистими мітингами, тоді як 9 травня — День Перемоги відзначається урочистим феєрверком у Софії щороку та урочистими зборами. Під час святкування «круглих» річниць до Болгарії на урочистості приїжджала делегація СРСР на чолі з вищим совєцьким партійним чи державним лідером. Так тривало до демократичних змін у 1989. У 1981 у Болгарській народній армії відбувся величезний військовий парад з армією та військовою технікою з нагоди відзначення 1300-ї річниці створення болгарської держави, на якій міністр національної оборони генерал Добрі Джуров виголосив промову, стоячи на трибуні мавзолею Георгія Димитрова в присутності Голови Державної ради Народної республіки Болгарія Тодора Живкова та всіх інших партій (БКП та БЗНС) та державних лідерів.
3 березня — день звільнення від османського ярма, який щороку відзначається з урочистим феєрверком, а в 1988 був оголошений офіційним святом народу та Болгарської народної армії.
Як стверджує болгарський військовий історик акад. Георгій Марков: «Протягом 45 років болгарські генерали були в тіні радянських маршалів».

### Республіка Болгарія
Після 1990 року Сьомі Великі національні збори визначили 23 серпня святом армії — днем вирішальних боїв під Шипкою в 1877.
Протягом двох років, 1991 і 1992, болгарські війська святкували цей пам'ятний день як своє свято. У 1993 постановою Ради міністрів № 15 від 27 січня дату 6 травня було повернуто як День хоробрості та свято Болгарської армії.
Сучасне свято починається о 9 ранку перед пам'ятником Невідомому солдату в Софії, де патріарх або інший представник високого духовенства Болгарської Православної Церкви проводить панахиду за полеглими військовослужбовцями, з молебнем, святою водою і бойовими прапорами. На згадку про загиблих воїнів покладають вінки та квіти.

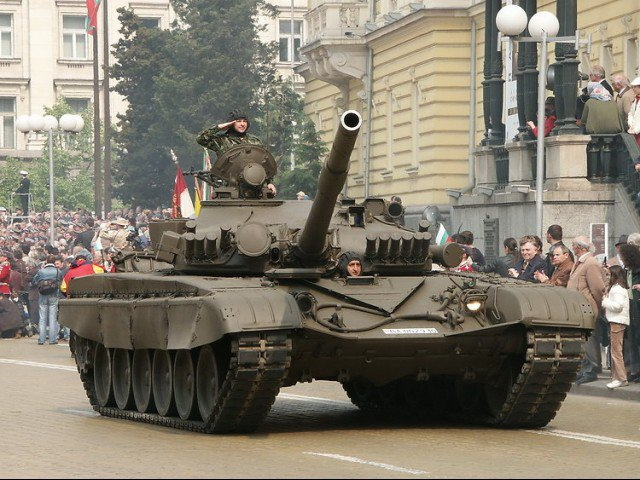
Військовий парад з нагоди Дня хоробрості
6 травня 2007

Сам військовий парад розпочинається о 10 ранку на площі князя Олександра I.
В останні роки паради відкривав вертоліт «Мі-17», що пролітав над площею. На ньому висів національний прапор Болгарії. Це вертоліт Військово-повітряних сил, який бере участь у рятувальних операціях і використовується для допомоги при повенях, а також для гасіння лісових пожеж.
Спуск прапора на мотузці з корпусу вертольота займає близько 20 секунд. Його слід добре розтягнути приблизно за дві хвилини до того, як вертоліт пролітає над трибуною. Вертоліт проходить над площею на висоті 100 метрів зі швидкістю 80 км / год. Залежно від умов, його можуть супроводжувати інші вертольоти та винищувачі.
Парад традиційно проводить офіцер найвищого рангу в гарнізоні чи підрозділі, а в столиці –Верховний головнокомандувач, президент республіки.
До 2012 парад у Софії проходив у напрямку від Адміністрації Президента до собору Святого Олександра Невського. Так рухалися демонстрації за часів тоталітарного режиму, щоб із букетами квітів у правій руці учасники маршу могли привітати високопоставлених партійних діячів, що стояли на мавзолеї. З 2012 парад змінив свій напрямок і проходить від собору Святого Олександра Невського вздовж Центрального військового клубу до Адміністрації Президента, щоб військовослужбовці, згідно традиції, могли прирівнятись правим плечем до своїх командирів та чиновників, як це зробили перші болгарські офіцери та солдати, рівняючись на монарха та його гостей, що стояли перед Королівським палацом.
Також з 2012 слово «панове» випадає з офіційних звертань на параді: «панове офіцери», «панове гвардійці» тощо, оскільки головнокомандувач вдається лише до коротких форм звертання: «офіцери», «охоронці», «сержанти» тощо.
Це пов'язано зі збільшенням вступу жінок до армії та їх участю у військових парадах, як визнання їхньої активної військової діяльності та мужньої поведінки при виконанні військових завдань.
Під час параду артилерійські салюти також виконуються під час виконання Державного гімну .
У святкові та вихідні дні низка музеїв зазвичай приймає відвідувачів безкоштовно. Як правило, Національний історичний музей та Національний військово-історичний музей у Софії, Музей авіації поблизу Пловдіва та інші оголошують День відкритих дверей. Організовуються й інші публічні заходи, пов'язані зі святкуванням свята — фотогалереї на військові та військово-історичні теми, спеціалізовані виставки історичних артефактів, роздавання порцій військової їжі, приготовленої на військово-польовій кухні в реальних польових умовах тощо.
Офіційне святкування Дня хоробрости та свята Болгарської армії закінчується о 12 годині дня урочистою зміною почесної варти перед Адміністрацією Президента.